# Thomas Hamilton, VI conte di Haddington
Thomas Hamilton, VI conte di Haddington (Tyninghame House, 5 settembre 1680 – Inveresk, 29 novembre 1735), è stato un nobile e politico scozzese.

## Biografia
Era il figlio di Charles Hamilton, V conte di Haddington, e di sua moglie, Margaret Leslie, contessa di Rothes.

## Carriera
Haddington era un sostenitore dell'Act of Union 1707, e in seguito si unì nell'esercito di John Campbell, II duca di Argyll quando si sono incontrati con i giacobiti sotto John Erskine, XXIII conte di Mar nella Battaglia di Sheriffmuir nel 1715, dove venne ferito.
Fu Lord luogotenente del Haddingtonshire nel 1716 e fu un membro del parlamento (1716-1734).

## Matrimonio
Nel 1696 sposò Helen Hope (1677-19 aprile 1768), figlia di John Hope e di Lady Margaret Hamilton. Ebbero quattro figli:
- Charles Hamilton, Lord Binning (1697-27 dicembre 1732);
- John Hamilton (1697-27 dicembre 1779), sposò Margaret Home, ebbero quattro figli;
- Lady Margaret Hamilton (?-1768);
- Lady Christiana Hamilton (?-1770), sposò James Dalrymple, ebbero sedici figli.

Dopo il matrimonio si stabilì, con la sua famiglia, a Tyninghame House dove apportò delle migliorie. Un obelisco fu eretto, nel 1856, per commemorare le sue opere.

## Morte
Morì il 29 novembre 1735 a Newhailes House, Inveresk.